# Gerhard Schmid (Politiker)
Gerhard Karl Schmid (* 5. Mai 1946 in Straubing), Mitglied der SPD, ist ein deutscher Politiker.
Gerhard Schmid war ein sozialdemokratischer Europapolitiker und gehörte dem Europäischen Parlament von 1979 bis 2004 an. Von Beruf ist er Biochemiker und hatte in diesem Fach auch promoviert. Von 1999 bis 2004 war er darüber hinaus Vizepräsident des Europäischen Parlaments.
Von 2000 bis 2001 war er Vorsitzender des Sonderausschusses über das Abhörsystem Echelon. Am 5. September 2001 stellte Schmid seinen Abschlussbericht im EU-Parlament zur Abstimmung. Das Parlament segnete den Bericht mit einer Zwei-Drittel-Mehrheit ab, seitdem ist die Existenz von Echelon „amtlich“.

## Auszeichnungen
- Bayerischer Verdienstorden
- 1996: Verdienstkreuz am Bande der Bundesrepublik Deutschland
- 2002: Bayerische Verfassungsmedaille in Gold
- 2004: Verdienstkreuz 1. Klasse der Bundesrepublik Deutschland
- 2012: Großes Verdienstkreuz der Bundesrepublik Deutschland